# Ichneumenoptera xanthogyna
Ichneumenoptera xanthogyna là một loài bướm đêm thuộc họ Sesiidae. Nó là loài duy nhất được tìm thấy ở locations gần Kuranda in Queensland.
Chiều dài cánh trước khoảng 11 mm đối với con đực và gồm 15 mm đối với con cái.